# Liste der Naturdenkmale in Kempfeld
Die Liste der Naturdenkmale in Kempfeld nennt die im Gemeindegebiet von Kempfeld ausgewiesenen Naturdenkmale (Stand 15. Juli 2013).

## Naturdenkmale
| Nr.         | Bezeichnung    | Lage                                                | Beschreibung                                                                                        | Bild                                    |
| ----------- | -------------- | --------------------------------------------------- | --------------------------------------------------------------------------------------------------- | --------------------------------------- |
| ND-7134-433 | Hohenfels      | südöstlich des Ortes; Abteilung Hohenfels Lage      | Quarzitblockhalde; flächenhaftes Naturdenkmal; Teil des Naturschutzgebietes Rosselhalde             | Direkt Bild zu diesem Denkmal hochladen |
| ND-7134-434 | Wildenburgkopf | südlich des Ortes; Abteilung Wildenburger Kopf Lage | flächenhaftes Naturdenkmal; Teil des Naturschutzgebiets Naturschutzgebietes Wildenburg und Umgebung | Direkt Bild zu diesem Denkmal hochladen |